# Gerhard 3. af Holsten
Gerhard 3. af Holsten (født 1292, død 1. april 1340) blev i Danmark kaldt grev Gert eller den kullede (skaldede) greve, i Holsten Gerhard den Store. Han regerede fra 1312 i Holsten sammen med fætteren Johan 3. Da kong Christoffer 2. brød sin håndfæstning og udskrev store[kilde mangler] skatter, søgte danske stormænd hjælp hos grev Gerhard til at fordrive ham. Han fordrev i 1326 Christoffer 2. og blev rigsforstander for Valdemar 3., hertug af Slesvig og efterhånden Danmarks største pantherre. Gerhard fik i 1329 Fyn i pant og i 1332 Jylland efter at have besejret Christoffer 2. Under et jysk oprør blev han 1340 dræbt i Randers af Niels Ebbesen. 

## Liv og gerning
Greve Gerhard blev i 1326 den første schauenburgske hertug af Slesvig (Sønderjylland).
Efter faderen Henriks død i 1304 satte den unge Gerhards farbroder Gerhard 2. "den blinde" sig i besiddelse af hans arv, og unge Gerhard syntes at være opdraget hos sin mors frænder. 1312 måtte han forsvare sine arvekrav på Stormarn mod farbroderen, og først efter dennes død samme år optrådte Gerhard som greve af Rendsborg (tysk: Rendsburg), som var hans fædrenearv i Holsten.
I 1315 kom Gerhard i besiddelse af Segeberg slot, efter at Hartwig Reventlow af personlige grunde havde overfaldet og dræbt den residerende greve Adolf. Omtrent samtidigt samlede Gerhard en del af den kielske linjes land. Som anfører for lejesoldater bistod han 1316-1317 kong Erik Menved i striden med markgreven af Brandenburg og fik en del af Fyn i pant. 
Med sine lejetropper deltog Gerhard i alle nabolandenes kampe: i Danmark, Sverige og Nordtyskland, og derved skaffede han sig ikke kun formue og indflydelse, han blev kendt som en enestående hærfører. I 1317 måtte han kæmpe mod sin fætter Adolf, som forsøgte at vinde den myrdede greve Adolfs land, og besejrede ham fuldstændigt. I 1319 foretog Gerhard et hærtog mod Ditmarsken og vandt en stor sejr, men blev kort efter drevet på flugt og sluttede fred i 1323.
I 1325 kom Gerhard i kamp med den danske konge Christoffer 2. Anledningen var spørgsmålet om formynderskabet for hertug  Valdemar af Sønderjylland, som var Gerhards søstersøn. Da Valdemar i 1326 blev valgt til dansk konge, blev Gerhard hans formynder, rigsforstander og fik Sønderjylland som arveligt len den 15. august 1326 i Nyborg. Gerhard tog tillige Vordingborg i besiddelse.
I 1328 nedkæmpede Gerhard et bondeoprør på Sjælland, og 1329 nedkæmpede han et angreb af jyderne på Hestebjerg ved Gottorp Slot.
Da kong Christoffer 2. genindsattes i 1330, fik Gerhard Fyn som arveligt len mod tilbagegivelse af Sønderjylland, som overdroges til den afsatte kong Valdemar. Betingelsen var, at hvis Valdemar døde uden arvinger, skulle Gerhard generhverve Sønderjylland og tilbagegive Fyn. Gerhard fik ydermere Nørrejylland som pant for sine krigsomkostninger, og Christoffers ældste søn, Erik, skulle ægte Gerhards søster Elisabet.
Som følge af en strid mellem Gerhard og hans fætter Johan "den milde", kong Christoffer 2's halvbroder, udbrød striden mellem Gerhard og Christoffer på ny i 1331. Erik forskød Elisabet og angreb sammen med faderen Sønderjylland. Ved Dannevirke led Erik et totalt nederlag og døde umiddelbart efter af sine sår. Kort efter sluttedes en fred i Kiel i januar 1332, hvorved Gerhard fik Nørrejylland og Fyn i pant for et lån på 100.000 mark sølv. Da Christoffer 2. døde i 1332 blev der ikke valgt nogen ny konge. Christoffer 2.s anden søn, Otto, gjorde i 1334 forsøg på at genvinde sin faders land, men Gerhard besejrede ham på Taphede ved Viborg og førte Otto som fange til Segeberg.
Gerhard, der var begyndt som greve i en fjerdedel af Holsten, var nu herre over det halve Danmark. Umiddelbart efter kom han i strid med søstersønnen hertug Valdemar, som var blevet træt af det lange formynderskab (til 1336) og med indbyggerne i Nørrejylland, som rejste sig mod det tyske åg (den kullede greve var deres øgenavn på Gerhard, sigtende til hans skaldede isse). For at redde sig ud af disse vanskeligheder indgik Gerhard forlig i Lübeck den 11. februar 1340 med hertug Valdemar og prins Valdemar, Christoffer 2.s yngste søn. Nørrejylland overdroges til hertug Valdemar mod en indløsning af 43.000 mark sølv, og for en del af denne sum fik Gerhard indtil videre Sønderjylland i pant, men hertug Valdemar var berettiget til at genindløse det.
Trods overgivelsen af Nørrejylland til hertug Valdemar forsøgte Gerhard selv at underkue oprøret. Han samlede en stor hær af tyske lejeknægte og for hærgende frem helt til Randers, hvor han natten til den 1. april 1340 blev overfaldet og dræbt af den danske ridder Niels Ebbesøn. Gerhard var under bedring efter svær sygdom, da han blev dræbt. Gerhards lig førtes af sønnerne Henrik og Claus til klosterkirken i Itzehoe.
Gerhards eftermælet er, at han var en dygtig feltherre og en klog statsmand men hård og hensynsløs i midlerne. Holstenerne gav ham senere tilnavnet den store, mens han i Danmark kaldtes den kullede greve.
Gerhards store besiddelser faldt sammen ved hans død, men satte sig varige spor i Sønderjylland.

## Ægteskab
Han blev gift med Sophie af Werle, datter af Richiza, som selv var datter af Erik Glipping og Agnes af Brandenburg, og blev derved stamfader til det oldenborgske kongehus.
| P                     | I                         | II                               |
| --------------------- | ------------------------- | -------------------------------- |
| Proband: Grev Gerhard | Far: Henrik 1. af Holsten | Farfar: Gerhard 1. af Holsten    |
| Proband: Grev Gerhard | Far: Henrik 1. af Holsten | Farmor: Elisabeth af Mecklenburg |
| Proband: Grev Gerhard | Mor: Hedvig af Bronkhorst | Morfar: Vilhelm af Bronkhorst    |
| Proband: Grev Gerhard | Mor: Hedvig af Bronkhorst | Mormor: Irmgard af Randerode     |